# Rio Corrente (periodiskt vattendrag i Brasilien, Piauí, lat -4,30, long -42,18)
Rio Corrente är ett periodiskt vattendrag i Brasilien.   Det ligger i delstaten Piauí, i den östra delen av landet, 1 400 km norr om huvudstaden Brasília.
Omgivningen kring  Rio Corrente är huvudsakligen savann. Området är  glesbefolkat, med 17 invånare per kvadratkilometer.